# ザンクト・ペルテン
ザンクト・ペルテン（ドイツ語: Sankt Pölten  発音）は、オーストリアの都市。ニーダーエスターライヒ州の州都およびザンクト・ペルテン＝ラント郡の郡庁所在地であり、郡に属さない憲章都市（Statutarstadt）に指定されている。面積108km2。2022年1月の人口は6万人弱であり、オーストリアで9番目に人口が多い都市である。ザンクト・ペルテン都市圏全体の人口は約19万人。
ウィーン西方約56kmに位置する。機械、繊維、製紙工業が行われる。ロマネスクから初期ゴシック様式のものをバロック風に改装した大聖堂など、多くのバロック建築が見られる。

## 姉妹都市
- 倉敷市、日本 1957年
- Heidenheim an der Brenz、ドイツ 1967年
- クリシー、フランス 1968年
- ブルノ、チェコ 1990年
- アルトゥーナ、アメリカ合衆国 2000年
- 武漢市、中国 2005年

## 有名な出身者
- ヨーゼフ・マティアス・ハウアー - 作曲家
- イェルク・デームス - ピアニスト
- アルフレート・グーゼンバウアー - 政治家、オーストリア連邦首相
- ベルンハルト・ヴィッキ - 俳優、映画監督
- アーウィン・レダー - 俳優
- フランツ・ビンダー - サッカー選手、アンシュルスによりオーストリア代表、ドイツ代表の2ヵ国の代表選手としてプレー
- インゲ・アイグナー - 陸上競技選手、1964年東京オリンピック出場者